# Język kottyjski
Język kottyjski, także: kottski, kocki (ros. коттский язык) – wymarły język z rodziny jenisejskiej, używany w środkowej Syberii, nad brzegami Many, dopływu Jenisej. Wyszedł z użycia w połowie XIX wieku. Niektórzy językoznawcy do dialektów języka kottyjskiego wliczają język assański (przy czym obie grupy miały odrębną tożsamość etniczną). Blisko spokrewniony z językiem ketyjskim, którym nadal posługuje się ludność dalej na północ rzeki Jenisej. 
W 1858 Matthias Castrén opublikował gramatykę i słownik – Versuch einer jenissei-ostjakischen und kottischen Sprachlehre – które zawierały materiały, dotyczące języków kottyjskiego i ketyjskiego.